# Кулжанбай
Кулжанба́й (каз. Құлжанбай) — село у складі Улитауського району Улитауської області Казахстану. Входить до складу Коскольського сільського округу.
Населення — 32 особи (2021; 109 у 2009, 144 у 1999, 166 у 1989).
Національний склад станом на 1989 рік:
- казахи — 100 %.

У радянські часи село називалось також Кулжамбай.